# Église de l'Ascension de Jarkovac
Pour les articles homonymes, voir Église de l'Ascension.
L'église de l'Ascension de Jarkovac (en serbe cyrillique : Црква Вазнесења Господњег у Јарковцу ; en serbe latin : Crkva Vaznesenja Gospodnjeg u Jarkovcu) est une église orthodoxe serbe située à Jarkovac, dans la province autonome de Voïvodine, dans la municipalité de Sečanj et dans le district du Banat central en Serbie. Elle est inscrite sur la liste des monuments culturels de grande importance de la république de Serbie (identifiant no SK 1194).

## Présentation
En l'absence de sources directes, les spécialistes considèrent que l'église a été construite dans la seconde moitié du XVIIIe siècle, peut-être entre 1787 et 1797, année où la présence d'un trône en marbre est mentionné, sans doute installé dans l'église déjà achevée,.
L'église, de style baroque, est constituée d'une nef unique prolongée par une abside polygonale. La façade occidentale est dominée par haut clocher formé d'un « coussin » en étain, d'une lanterne et d'une croix. Des pilastres mettent valeur la verticalité de toutes les façades.
À l'intérieur, l'iconostase a été peinte par Konstantin Danil entre 1858 et 1861, tandis que l'église a été ornée de fresques par Stevan Aleksić en 1911,,.